# Folly Beach
Folly Beach – miasto w Stanach Zjednoczonych, w stanie Karolina Południowa, w hrabstwie Charleston.